# Moringer

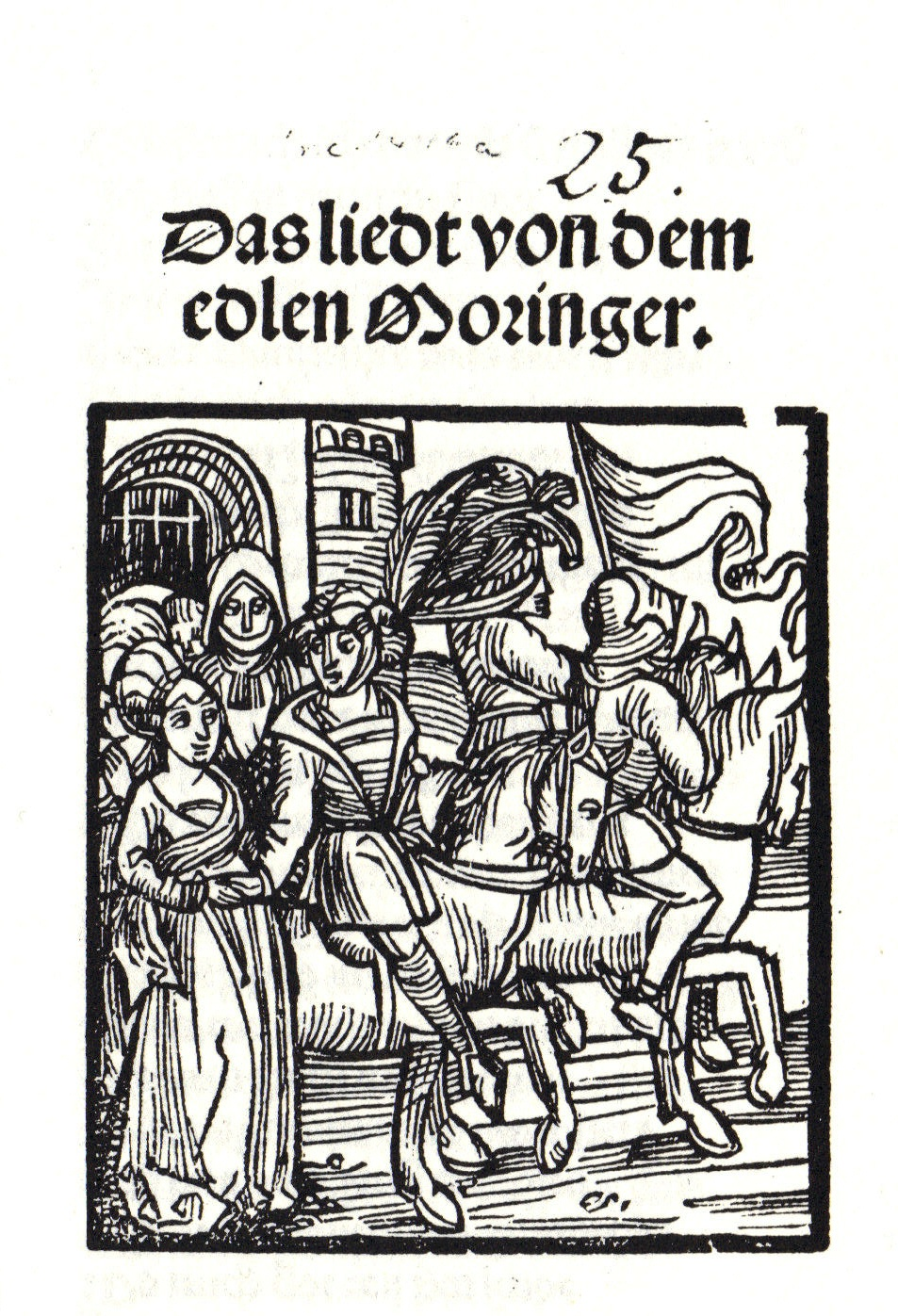
Lieddruck Nürnberg 1515

Das Erzähllied vom edlen Moringer ist eine Ballade des 14. Jahrhunderts, die den verbreiteten Erzählstoff von der Wiederkehr des verschollen geglaubten Ehemanns – siehe Heimkehr des Gatten – mit dem Minnesänger Heinrich von Morungen verbindet.
Das Lied ist in mehreren Handschriften (so in Berlin, mgq 1007 von 1459) und verschiedenen Drucken (von 1493 bis 1605) überliefert, unter anderem auch in Nikolaus Thomans Weißenhorner Chronik. Der erste moderne Abdruck erfolgte 1794 in Friedrich David Gräters Bragur nach einer Handschrift von Thomans Chronik. Maßgeblicher Abdruck ist: Deutsche Volkslieder mit ihren Melodien I, 1935, Nr. 12.
Auf die Erwerbung der Grafschaft Marstetten durch das Haus Neuffen wird ein Volkslied bezogen, das seinen Stoff einem Kreise verwandter Sagen entlehnt hat: Der edle Moringer. Auf einer Fahrt nach St. Thomasland (Indien) begriffen, empfiehlt der Moringer seine Gemahlin einem jungen von Neuffen. Nach 7-jähriger Abwesenheit wird ihm im Traume die Mitteilung, dass dieser seine Frau heiraten wolle, und am Hochzeitstag wird er schlafend in seine Heimat entrückt. Durch den Ehering, welchen er in ihren Trinkbecher wirft, gibt er sich seiner Gattin zu erkennen, und mit ihr vereint gewährt er dem reuigen Neuffen zur Entschädigung die Hand seiner Tochter und Erbin. (Paul Friedrich von Stälin).
Das Lied bezieht sich nicht nur auf den Minnesänger Morungen, sondern auch auf Gottfried von Neifen und das sumerlaten-Lied von Walther von der Vogelweide.

## Sage
In den Deutschen Sagen der Brüder Grimm erscheint als Nr. 529 (neuerer Zählung) Des edlen Möringers Wallfahrt, eine Bearbeitung des Erzähllieds.
Zu Mörungen an der Donau lebte vorzeiten ein edler Ritter; der lag eines Nachts bei seiner Frau und bat sie um Urlaub, weil er weit hinziehen wollte in St. Thomas' Land, befahl ihr Leute und Gut und sagte, daß sie sieben Jahre seiner harren möchte. Frühmorgens stand er auf, kleidete sich an und empfahl seinem Kämmerer, daß er sieben Jahre lang seiner Frauen pflege, bis zu seiner Wiederkehr. Der Kämmerer sprach: »Frauen tragen lange Haar und kurzen Mut; fürwahr nicht länger denn sieben Tage mag ich Eurer Frauen pflegen.« Da ging der edle Möringer hin zu dem jungen von Neufen und bat, daß er sieben Jahre seiner Gemahlin pflege; der sagt's ihm zu und gelobte seine Treue.
Also zog der edle Möringer fern dahin, und ein Jahr verstrich um das andere. Wie das siebente nun sich vollendete, lag er im Garten und schlief. Da träumte ihm, wie daß ein Engel riefe und spräche: »Erwache, Möringer, es ist Zeit! Kommst du heut nicht zu Land, so nimmt der junge von Neufen dein Weib.« Der Möringer raufte vor Leid seinen grauen Bart und klagte flehentlich seine Not Gott und dem heiligen Thomas; in den schweren Sorgen entschlief er von neuem. Wie er aufwachte und die Augen öffnete, wußte er nicht, wo er war; denn er sah sich daheim in Schwaben vor seiner Mühle, dankte Gott, jedoch traurig im Herzen, und ging zu der Mühle. »Müller«, sprach er, »was gibt's Neues in der Burg? Ich bin ein armer Pilgrim.« - »Viel Neues«, antwortete der Müller, »der von Neufen will heut des edlen Möringers Frau nehmen; leider soll unser guter Herr tot sein.« Da ging der edle Möringer an sein eigen Burgtor und klopfte hart dawider. Der Torwart trat heraus. »Geh und sag deiner Frauen an, hier stehe ein elender Pilgrim; nun bin ich vom weiten Gehen so müde geworden, daß ich sie um ein Almosen bitte, um Gottes und St. Thomas' willen und des edlen Möringers Seele.« Und als das die Frau erhörte, hieß sie eilends auftun und solle er dem Pilger zu essen geben ein ganzes Jahr.
Der edle Möringer trat in seine Burg, und es war ihm so leid und schwer, daß ihn kein Mann empfing; er setzte sich nieder auf die Bank, und als die Abendstunde kam, daß die Braut bald zu Bett gehen sollte, redete ein Dienstmann und sprach: »Sonst hatte mein Herr Möring die Sitte, daß kein fremder Pilgrim schlafen durfte, er sang denn zuvor ein Lied.« Das hörte der junge Herr von Neufen, der Bräutigam, und rief: »Singt uns, Herr Gast, ein Liedelein, ich will Euch reich begaben.« Da hub der edle Möringer an und sang ein Lied, das anfängt: »Eins langen Schweigens hatt ich mich bedacht, so muß ich aber singen als eh« und so weiter1, und sang darin, daß ihn der junge Mann an der alten Braut rächen und sie mit Sommerlatten (Ruten) schlagen solle; ehemals sei er Herr gewesen und jetzt Knecht und auf der Hochzeit ihm nun eine alte Schüssel vorgesetzt worden. Sobald die edle Frau das Lied hörte, trübten sich ihre klaren Augen, und einen goldnen Becher setzte sie dem Pilgrim hin, in den schenkte sie klaren Wein. Möringer aber zog ein goldrotes Fingerlein von seiner Hand, womit ihm seine liebste Frau vermählt worden war, senkt es in den Becher und gab ihn dem Weinschenken, daß er ihn der edlen Frau vorsetzen sollte. Der Weinschenk brachte ihn: »Das sendet Euch der Pilger, laßt's Euch nicht verschmähen, edle Frau.« Und als sie trank und das Fingerlein im Becher sah, rief sie laut: »Mein Herr ist hier, der edle Möringer«, stand auf und fiel ihm zu Füßen. »Gott willkommen, liebster Herr, und laßt Euer Trauern sein! Meine Ehre hab ich noch behalten, und hätt ich sie verbrochen, so sollt Ihr mich vermauern lassen.« Aber der Herr von Neufen erschrak und fiel auf die Knie: »Liebster Herr, Treu und Eid hab ich gebrochen, darum schlagt mir ab mein Haupt!« - »Das soll nicht sein, Herr von Neufen, sondern ich will Euren Kummer lindern und Euch meine Tochter zur Ehe geben; nehmt sie und laßt mir meine alte Braut.« Des war der von Neufen froh und nahm die Tochter. Mutter und Tochter waren beide zarte Frauen, und beide Herren waren wohlgeboren. (Quelle: Grimm: Deutsche Sagen. Deutsche Märchen und Sagen, S. 26817 vgl. Grimm-Sagen, S. 506 ff.)